# Primary van Californië 2008
De primary van Californië in 2008 was een voorverkiezing voor de Amerikaanse presidentsverkiezingen van 2008. De primary van Californië vond plaats op 5 februari 2008, een dag die in het Amerikaanse verkiezingsseizoen bekendstaat als Super Tuesday. Voor de Democratische Partij won kandidaat Hillary Clinton, voor de Republikeinse John McCain.

## Democratische primary

Resultaten van de Democratische primary per county en congresdistrict.

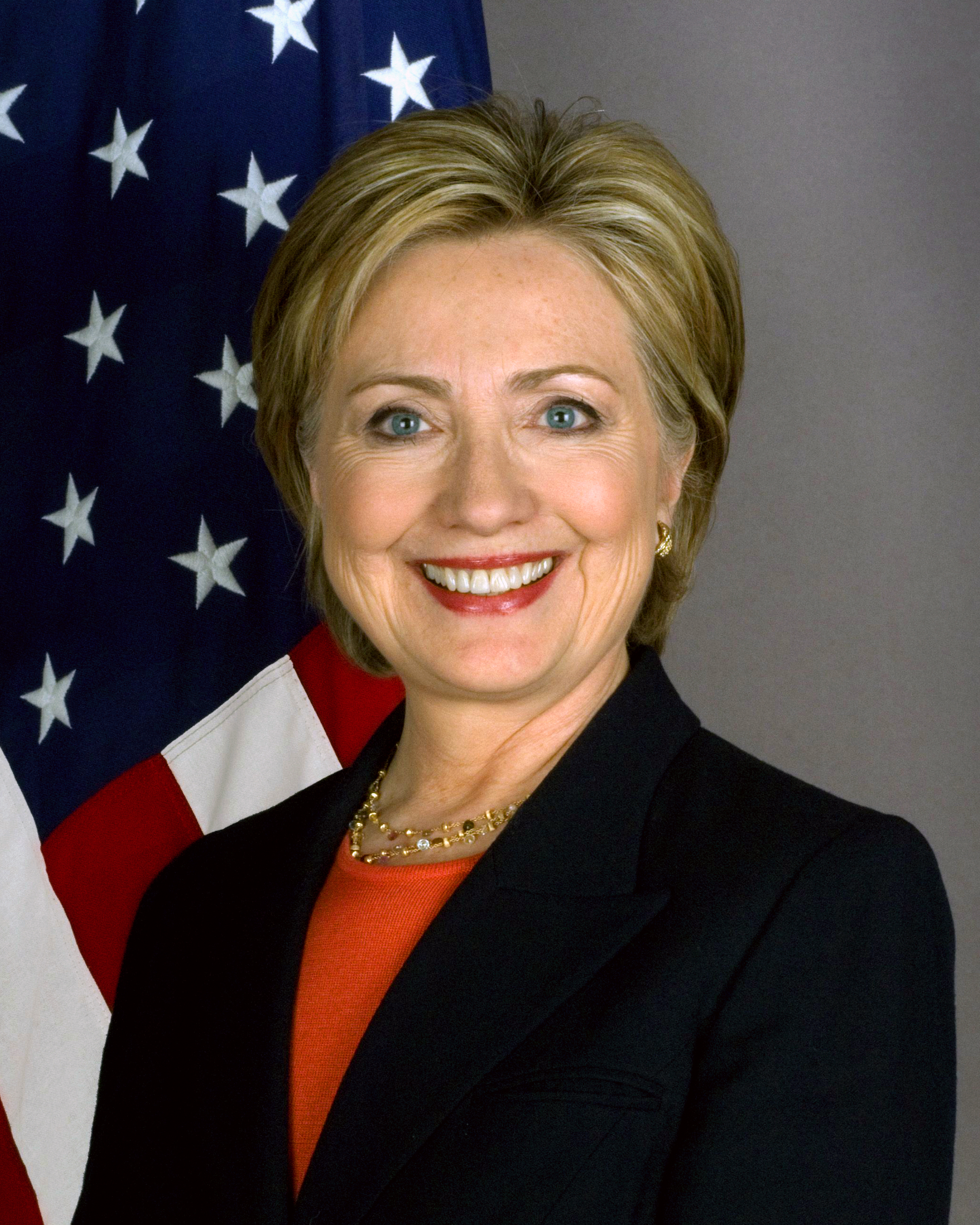
Hillary Clinton won de meeste afgevaardigden van Californië in de Democratische voorverkiezing.

Kandidaten Barack Obama en Hillary Clinton gingen erg gelijk op in de opiniepeilingen voor de Californië-primary. Gemiddeld haalde Clinton een licht betere score in de laatste peilingen.
Californië stuurde 441 afgevaardigden naar de Democratische Partijconventie in 2008. In de primary werden er daarvan 370 geselecteerd. De overige zijn de zogenaamde supergedelegeerden (Engels: super delegates), die geselecteerd worden op basis van hun functie in de partij. In de primary werden 241 van de gewone afgevaardigden per congresdistrict verkozen. Niet ieder district weegt echter even zwaar. Het aantal afgevaardigden per congresdistrict varieert van drie tot zes. De overige 129 afgevaardigden werden op het niveau van de staat toegewezen.
Zowel geregistreerde Democraten als kiezers die geen partij-affiliatie opgaven mochten deelnemen aan de voorverkiezing.
| Uitslagen Democratische primary | Uitslagen Democratische primary | Uitslagen Democratische primary | Uitslagen Democratische primary |
| Kandidaat                       | Stemmen                         | Percentage                      | Nationale gedelegeerden         |
| ------------------------------- | ------------------------------- | ------------------------------- | ------------------------------- |
| Hillary Clinton                 | 2.608.184                       | 51,47%                          | 204                             |
| Barack Obama                    | 2.186.662                       | 43,16%                          | 166                             |
| John Edwards                    | 193.617                         | 3,82%                           | 0                               |
| Dennis Kucinich                 | 24.126                          | 0,48%                           | 0                               |
| Bill Richardson                 | 19.939                          | 0,39%                           | 0                               |
| Joe Biden                       | 18.261                          | 0,36%                           | 0                               |
| Mike Gravel                     | 8.184                           | 0,16%                           | 0                               |
| Christopher Dodd                | 8.005                           | 0,16%                           | 0                               |
| Willie Carter (write-in)        | 4                               | 0,00%                           | 0                               |
| Eric Hinzman (write-in)         | 4                               | 0,00%                           | 0                               |
| Phil Epstein (write-in)         | 3                               | 0,00%                           | 0                               |
| Brian Calef (write-in)          | 2                               | 0,00%                           | 0                               |
| David Frey (write-in)           | 1                               | 0,00%                           | 0                               |
| Joseph McAndrew (write-in)      | 1                               | 0,00%                           | 0                               |
| Keith Judd (write-in)           | 0                               | 0,00%                           | 0                               |
| Julius Mogyorossy (write-in)    | 0                               | 0,00%                           | 0                               |
| Totaal                          | 5.066.993                       | 100,00%                         | 370                             |
| Opkomst kiezers                 | —                               | —                               | —                               |

| Legende: | teruggetrokken voor de primary |

## Republikeinse primary

Resultaten van de Republikeinse primary per county en congresdistrict.

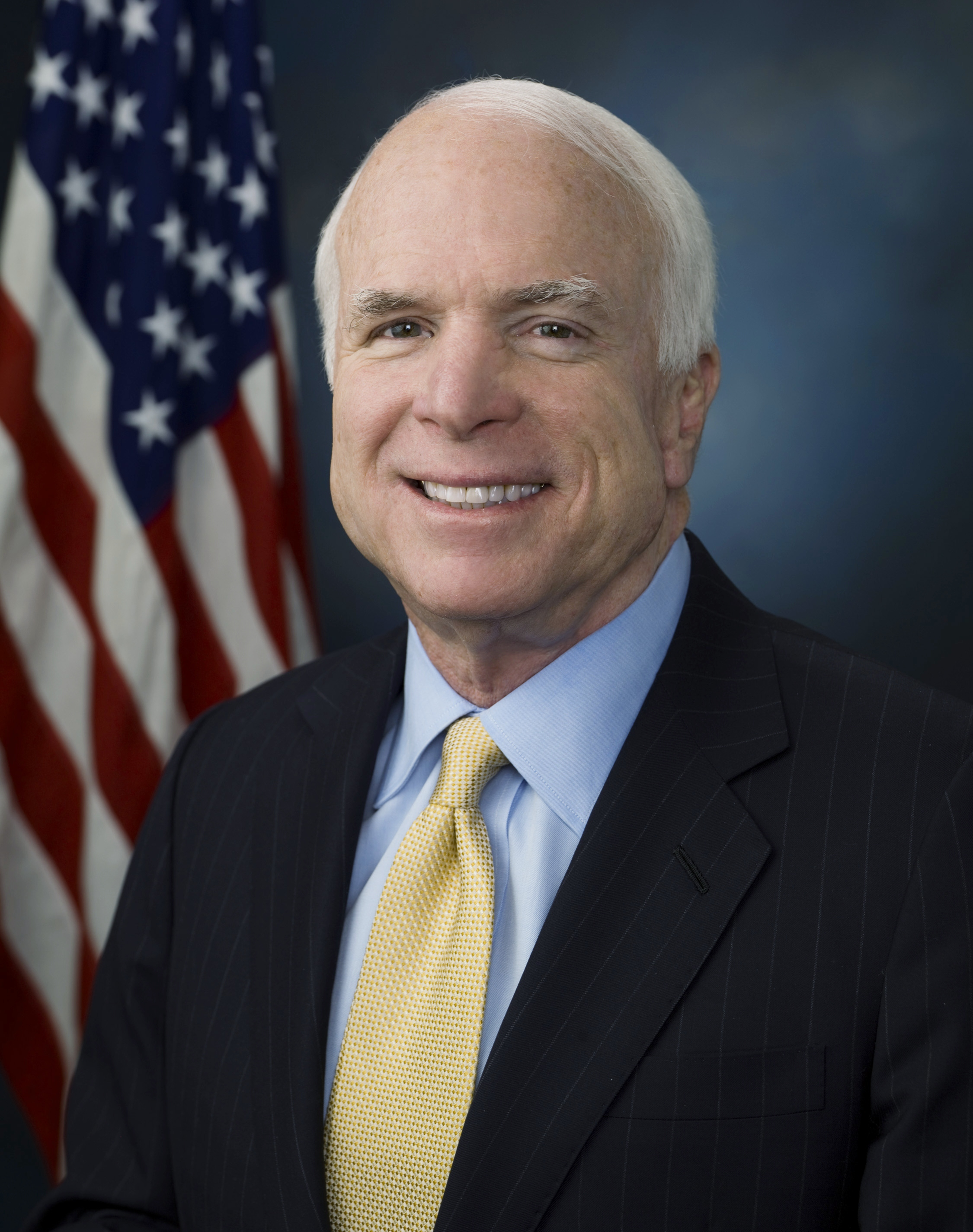
John McCain won de Californië-primary voor de Republikeinen.

Vroege opiniepeilingen gaven aan dat vooral Rudy Giuliani populair was. In latere opiniepeilingen deden Mitt Romney en John McCain het het beste.
In de voorverkiezingen van de Republikeinse Partij stuurde Californië drie afgevaardigden per congresdistrict naar de Republikeinse Partijconventie (Republican National Convention). Daarnaast zijn er veertien extra afgevaardigden van de staat. Degene met de meeste stemmen in een district, kreeg alle drie de afgevaardigden van dat district toegewezen. Wie het meeste stemmen haalde in de gehele staat, kreeg elf van de veertien extra afgevaardigden toegewezen. De overige drie stemmen gingen naar leiders van de partij.
Alleen geregistreerde Republikeinen mochten deelnemen aan de voorverkiezing.
| Uitslagen Republikeinse primary | Uitslagen Republikeinse primary | Uitslagen Republikeinse primary | Uitslagen Republikeinse primary |
| Kandidaten                      | Stemmen                         | Percentage                      | Nationale gedelegeerden         |
| ------------------------------- | ------------------------------- | ------------------------------- | ------------------------------- |
| John McCain                     | 1.238.988                       | 42,25%                          | 155                             |
| Mitt Romney                     | 1.013.471                       | 34,56%                          | 15                              |
| Mike Huckabee                   | 340.669                         | 11,62%                          | 0                               |
| Rudy Giuliani                   | 128.681                         | 4,39%                           | 0                               |
| Ron Paul                        | 125.365                         | 4,27%                           | 0                               |
| Fred Thompson                   | 50.275                          | 1,71%                           | 0                               |
| Duncan Hunter                   | 14.021                          | 0,48%                           | 0                               |
| Alan Keyes                      | 11.742                          | 0,40%                           | 0                               |
| John Cox                        | 3.219                           | 0,11%                           | 0                               |
| Tom Tancredo                    | 3.884                           | 0,13%                           | 0                               |
| Sam Brownback                   | 2.486                           | 0,08%                           | 0                               |
| Karen Irish (write-in)          | 6                               | 0,00%                           | 0                               |
| Michael Shaw (write-in)         | 2                               | 0,00%                           | 0                               |
| Edward Marshall (write-in)      | 1                               | 0,00%                           | 0                               |
| G Scott Barrett (write-in)      | 1                               | 0,00%                           | 0                               |
| Joel Neuberg (write-in)         | 1                               | 0,00%                           | 0                               |
| Robert Brickell (write-in)      | 0                               | 0,00%                           | 0                               |
| Brian Calef (write-in)          | 0                               | 0,00%                           | 0                               |
| David Frey (write-in)           | 0                               | 0,00%                           | 0                               |
| Walter Rothnie (write-in)       | 0                               | 0,00%                           | 0                               |
| John Sutherland (write-in)      | 0                               | 0,00%                           | 0                               |
| Totaal                          | 2,932,811                       | 100,00%                         | 170                             |

| Legenda: | teruggetrokken voor de primary |